# Клубный кубок UNCAF 1974
1. перенаправление Турнир Фратернитад 1974